# زلتان
زلتان (به مجاری: Zoltán) (زادهٔ پیرامون ۸۸۰ یا ۹۰۳- مرگ پیرامون ۹۵۰ میلادی) بنا بر روایتی پسر آرپاد بود که در ۹۰۷ میلادی به جانشینی او در مجارستان رسید. اگرچه تاریخ‌نگاران امروزه اغلب با اینکه زلتان به فرمانروایی رسیده باشد همداستان نیستند، بااین‌همه در اینکه او نیای دودمان آرپاد است توافق دارند. 